# ホセ・コロナド
ホセ・コロナド（スペイン語: José Coronado, 1957年8月14日 - ）は、スペイン・マドリード出身の俳優。

## 経歴

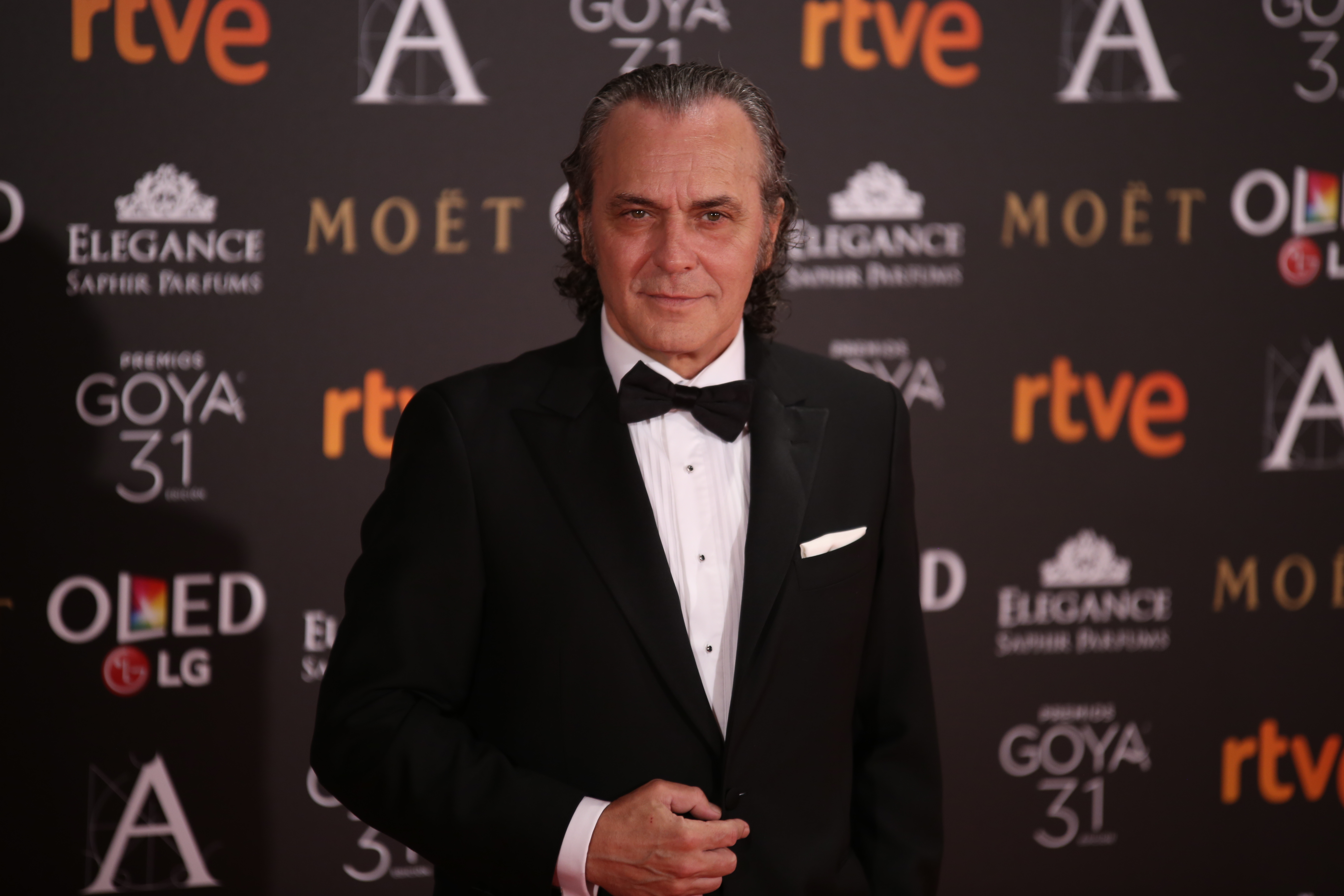
2017年のゴヤ賞

1999年にはカルロス・サウラ監督作『ゴヤ』の演技でゴヤ賞助演男優賞に初めてノミネートされた。2002年には『BOX 507』の演技でゴヤ賞助演男優賞に再びノミネートされ、フォトグラマス・デ・プラータの映画男優賞を受賞した。
2011年のエンリケ・ウルビス監督作『悪人に平穏なし』は、2012年9月にラテンビート映画祭で日本初公開され、2013年にはヒューマントラストシネマ渋谷で一般劇場公開された。2011年には『悪人に平穏なし』の演技でゴヤ賞主演男優賞を受賞した。2013年にはマラガ映画祭のマラガ賞を受賞した。
2013年の『ロスト・ボディ』ではフォトグラマス・デ・プラータの映画男優賞を受賞（2度目）し、「シッチェス映画祭 ファンタスティック・セレクション」で日本公開された。2016年の『スモーク・アンド・ミラーズ 1000の顔を持つスパイ』と『バンクラッシュ』は「未体験ゾーンの映画たち2017」で日本公開された。2017年の『インビジブル・ゲスト 悪魔の証明』は「シネ・エスパニョーラ2017」で日本公開された。

## 出演作品

### 映画
- 1998年 『セクシャリティーズ』
- 1999年 『ゴヤ』
- 2006年 『密会1723号室』
- 2007年 『抱かれる女』
- 2011年 『悪人に平穏なし』
- 2012年 『ロスト・ボディ』
- 2013年 『ラスト・デイズ』
- 2013年 『ターニング・タイド 希望の海』
- 2016年 『フアナ〜狂乱のスペイン女王〜』
- 2016年 『ボーイ・ミッシング』
- 2016年 『スモーク・アンド・ミラーズ 1000の顔を持つスパイ』
- 2016年 『バンクラッシュ』
- 2016年 『インビジブル・ゲスト 悪魔の証明』
- 2018年 『息子のしたこと』
- 2021年 『ウェイ・ダウン』
- 2023年 『瞳をとじて』

### テレビ
- 2018年 - 2020年 『麻薬王の後継者』
- 2021年 『イノセント』
- 2023年 『スノーガール』